# Zofia Dubiska

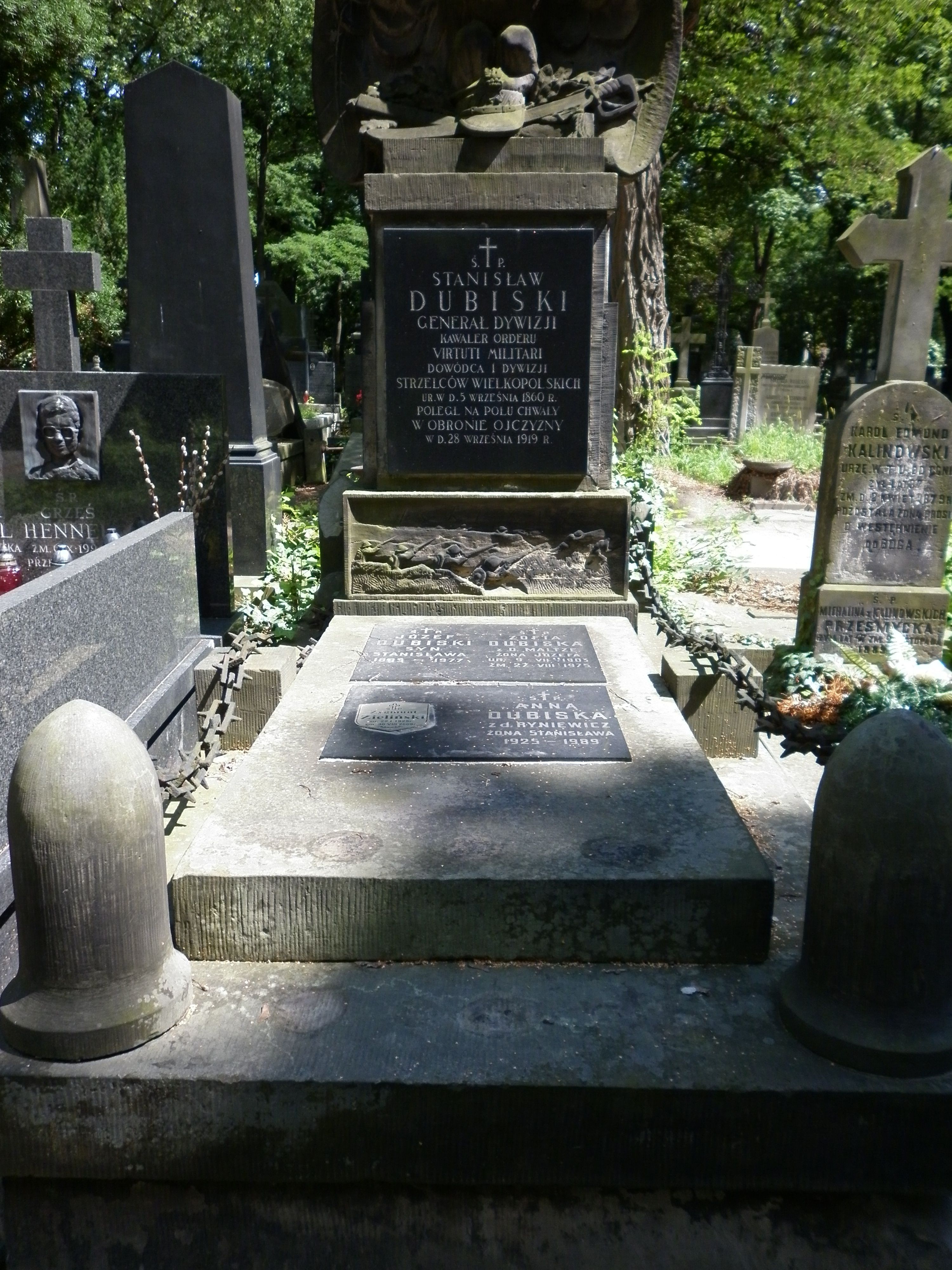
Grób rodziny Dubiskich na cmentarzu Powązkowskim w Warszawie

Zofia Dubiska (z domu Maltze) (ur. 9 lipca 1903, zm. 27 sierpnia 1975 w Warszawie) – polska zootechnik. 

## Życiorys
Córka Wilhelma Maltze i Marii z domu Siemaszko, żona prof. Józefa Dubiskiego. Od 1923 do 1928 studiowała na Wydziale Rolnym Szkoły Głównej Gospodarstwa Wiejskiego, równolegle od 1927 pracowała na stanowisku asystentki na Wydziale Rolniczo-Lasowym Politechniki Lwowskiej, gdzie w 1929 uzyskała dyplom inżyniera rolnika. Od 1945 pełniła funkcję kierownika Katedry Drobiarstwa Wyższej Szkoły Gospodarstwa Wiejskiego w Cieszynie, w 1950 współtworzyła Zakład Hodowli Drobiu, Drobnego Inwentarza i Zwierząt Futerkowych. Od tego samego roku była adiunktem w Katedrze Hodowli Drobiu i Jajczarstwa Wydziału Zootechnicznego Wyższej Szkoły Rolniczej w Olsztynie. W 1953 powierzono jej funkcję dziekana Wydziału Zootechnicznego, w 1966 uzyskała stopień doktora nauk. Z dniem 1 października 1969 Zofia Dubiska przeszła w stan spoczynku, w 1971 ukazał się opracowany przez nią i Andrzeja Farugę Przewodnik do ćwiczeń z hodowli drobiu. 
Spoczywa na cmentarzu Powązkowskim w Warszawie (kwatera R, rząd 2, grób 27).